# Розкриття родовищ
Розкриття родовищ (рос. вскрытие месторождений, англ. deposit development, англ. deposit stripping; нім. Aufschluss m der Lagerstätten)  — проведення гірничих виробок (траншей, шахтних стовбурів, бурових свердловин і ін.), що відкривають доступ з поверхні до покладів корисних копалин у надрах. В залежності від способу розробки розрізняють кар'єрне, шахтне і свердловинне Р.р.

## Кар'єрне розкриття родовищ

Кар'єрне розкриття родовищ (рис.1, 2) — проведення (проходка) системи капітальних гірничих виробок, що встановлюють транспортний зв'язок між пунктами навантаження гірничої маси у кар'єрі та пунктами її розвантаження на поверхні (збагачувальними фабриками, складами, відвалами розкривних порід тощо). Здійснюється за допомогою капітальних траншей і напівтраншей (похилих і крутих) та розрізних траншей (горизонтальних), рідше підземними гірн. виробками (рудоспусками, штольнями, стовбурами і похилими тунелями). У окремих випадках проводять безтраншейне Р.р. (за допомогою баштових екскаваторів і кабельних кранів, а також землесосних снарядів). На рис. 2 наведені можливі схеми розкриття глибоких горизонтів при розробці крутоспадних родовищ із застосуванням різних видів транспорту. У індексі системи перша цифра — порядковий номер системи; друга — вид транспорту (1 — автомобільний, 2 і 3 — залізничний з підйомом колії ір = 40-60‰ та ір = 160‰; 4 і 5 — конвеєрний з кутом підйому відповідно 16-18° і 36-42°; 6 — скіповий); третя — місце розташування підйомника (7 — у траншеї, 8 — у підземній виробці); четверта — наявність (9) чи відсутність (0) у транспортній системі рудоспусків і рудоскатів.
Шахтне розкриття родовищ (рис. 3-6) виконують вертикальними, похилими шахтними стовбурами і їх комбінацією. При складному рельєфі поверхні в горах або на сильно пересіченій місцевості шахтне Р.р., як правило, здійснюють штольнями або застосовують комбінований спосіб (штольні плюс вертикальні або похилі стовбури). На вибір способу розкриття шахти (шахтних полів) впливають гірничо-геологічні, гірничотехнічні та економічні фактори. До гірничо-геологічних належать кількість розкривних пластів та кут їх падіння, глибина залягання: відстань між пластами, властивості бокових порід, водоносність, порушеність родовища, рельєф поверхні. До гірничотехнічних факторів відносять виробничу потужність шахти та строк її служби, розміри шахтного поля, спосіб його підготовки, рівень розвитку гірничодобувної техніки. Обраний спосіб розкриття має бути економічно вигідним та відповідати таким вимогам: — забезпечення мінімальної протяжності розкривних виробок і мінімальні капітальні затрати; — малий термін будівництва шахти; — однотипність транспорту; — забезпечення надійного та ефективного провітрювання шахти та ін.

## Розкриття вертикальними стволами (стовбурами)
Розкриття вертикальними стволами (стовбурами) — найбільш поширене, особливо для глибоких розробок та потужних шахт. При цьому до головного горизонту споруджуються два (чи більше) вертикальних стволи — головний і допоміжний. На робочому горизонті вони з'єднуються збійкою, навколо стволів споруджується приствольний двір — мережа гірничих виробок для забезпечення вентиляції, транспортування корисних копалин та породи, розміщуються також камери різного призначення, будуються складські приміщення, локомотивне депо. З приствольного двору проводяться допоміжні розкривальні виробки. Виділяють одно- і багатогоризонтні схеми розкриття вертикальними стволами. При одногоризонтних вугілля видається на поверхню з одного горизонту весь термін експлуатації шахти. Розмір шахтного поля за падінням — не більше 2,0-2,5 км з приблизно однаковими розмірами бремсберґових і похилих полів, при кутах падіння більше 8-10°. Багатогоризонтні схеми забезпечують видачу вугілля з двох і більше горизонтів. Вони передбачають поглиблення вертикальних стволів і проведення погоризонтних або поверхових квершлаґів (рис. 4). Забезпечується можливість обладнати нові горизонти сучаснішою технікою і уникнути великої довжини бремсберґів та похилів, розробляти шахтні поля більших розмірів за падінням. Круті та крутопохилі пласти розкриваються вертикальними стволами і поверховими квершлаґами. Такий спосіб розкриття передбачає розташування приствольного двору на кожному горизонті через 110–130 м.
Допоміжні вертикальні стовбури (стволи) по відношенню до гол. стовбура можуть мати центральне, центрально-віднесене, флангове, комбіноване і секційне розташування. У першому випадку допоміжний стовбур розташовується поруч з головним.
При центрально-віднесеному розташуванні його проходять на верхній межі шахтного поля, при фланговому — також на верхній межі на флангах; при комбінованому — крім двох (рідше трьох) стовбурів, у центрі шахтного поля, в кожній панелі (групі панелей) споруджують додаткові вентиляційні стовбури або шурфи на верхній межі поля.
На родовищах, представлених світою пластів або спільно залеглих рудних тіл, Р.р. здійснюють самостійно по відношенню до окремих з них.

### Схеми та різновиди розкриття
СХЕМА РОЗКРИТТЯ – графічне зображення способу розкриття. Має вигляд проєкції гірничих виробок на вертикальну, горизонтальну чи похилу площини.
Схема розкривних трас – сукупність трас усіх виробок розкриття, що забезпечує вантажо-транспортний зв'язок робочих горизонтів кар'єру зі спорудами для прийому і перевантаження гірничої маси в кар'єрі і на поверхні. 
О д н о г о р и з о н т н а схема розкриття світи пологих пластів вертикальними стовбурами і капітальним квершлаґом застосовується на вугіллі, падіння пластів 8-18°, розміри шахтного поля за падінням не більше 2,5 км. Вона характерна відносно великим обсягом похилих капітальних виробок, що знижує ефективність виробництва через використання малопродуктивної канатної відкатки, а також значної втрати повітря.
Б а г а т о г о р и з о н т н е розкриття пологих пластів вертикальними стовбурами і погоризонтними квершлаґами проводиться при кутах падіння пластів 8-18° і розмірах шахтного поля за падінням від 2,5 до 4 км і більше. Схема вимагає послідовного поглиблення стовбурів і проходки дек. паралельних квершлаґів. При розділенні шахтного поля на блоки Р.р. світ газоносних пластів здійснюється двома або трьома стовбурами в середній частині центр. блоку, від яких в обидві сторони проводять один або два польових відкаточних штреки, які з'єднують, в свою чергу, між собою квершлаґами. У безпосередній близькості від блокових квершлаґів проходять блоковий стовбур для подачі повітря, а на верхній межі блоку — стовбур для висхідного струменя повітря. Такий спосіб Р.р. забезпечує відособлене провітрювання виробок блоків, створює в їх межах умови для концентрації вантажопотоків і повної конвеєризації транспорту.
Пологі і горизонтальні пласти розкривають вертикальними стовбурами з одночасною проходкою квершлаґів, похилих ґезенків і похилів по породі і з розділенням шахтного поля на блоки; круті пласти — вертикальними стовбурами з поверховими квершлаґами.
На діючих шахтах р о з к р и т т я н о в и х г о р и з о н т і в проводиться шляхом проходження (поглиблення) стовбурів, похилів, квершлаґів, ґезенків, виробок пристовбурних дворів. Розкриття крутоспадних рудних тіл у ряді випадків здійснюють вертикальними стовбурами з концентраційними горизонтами. За цією схемою на 2-4 поверхи споруджують один основний, концентраційний горизонт і 1-3 проміжних. На концентраційному горизонті споруджується весь комплекс виробок пристовбурного двору з дробильною установкою і квершлаґами, а на проміжних горизонтах — тільки допоміжні квершлаґи для подачі повітря, доставки людей і матеріалів. Руда по квершлаґам проміжного горизонту доставляється тільки до капітального рудоспуску, пройденого на концентраційний горизонт в районі рудного тіла. На великих глибинах рудні поклади розкривають за двоступеневою схемою, при якій вертикальні стовбури проходять до глиб. 1500–1800 м, нижче споруджуються сліпі вертикальні або похилі стовбури.
При п і д з е м н о м у г і д р о в и д о б у т к у  значно скорочується обсяг розкривних та підготовчих виробок. Це пов'язано з тим, що застосування гідротранспорту і гідропідйому не накладає жорстких обмежень на перетин виробок. Шахтні поля гідрошахт розкривають похилими стовбурами, пройденими по вугільних пластах (як правило, неглибокі горизонти); вертикальними стовбурами з квершлаґами і без них, спільно — похилими і вертикальними стовбурами.
Р.р. с в і т и п о л о г и х і п о х и л и х п л а с т і в на гідрошахті здійснюється вертикальними стовбурами без капітальних квершлаґів. На кожному пласті, що розкривається проводиться розсічка пристовбурних виробок. На нижньому з групи пластів споруджується пристовбурна станція гідропідйому.
Р.р. с в і т и п о х и л и х п л а с т і в можуть розкриватися центрально-здвоєними стовбурами і блоковими квершлаґами. Стовбури проходять до нижнього пласта, де влаштовується пристовбурний двір. З нього проводять два польових штреки, а на певній відстані від них — блокові квершлаґи з підвищеним схилом (0,08) для гідротранспорту. Для вентиляції на верх. межі шахтного поля проходиться вентиляційний квершлаґ і вентиляційний шурф. Така схема спрощує транспортування гідросуміші.
Р.р. с в і т и к р у т и х п л а с т і в здійснюється також центрально-здвоєними вертикальними стовбурами з блоковими квершлаґами. Пласти розкриваються одночасно. Стовбури проходять в породах лежачого боку. Від поверхових квершлаґів у бік шахтного поля за простяганням проходять групові акумулюючі штреки на ниж. горизонті і відкаточні групові штреки на сер. горизонті. При сер. довжині крила шахтного поля 2000–2500 м і схилі акумулюючих групових штреків 0,05 висота поверху поблизу стовбура становить 110–135 м. Розміри шахтного поля за падінням приймаються виходячи з умови забезпечення 15-25-річного терміну служби горизонту.
Розкриття шахтних полів похилими стволами (стовбурами) застосовують за невеликої потужності наносів і спокійного залягання пластів з кутами падіння до 18°. Для цього з поверхні до нижньої межі першого поверху проводяться три стволи, один з яких — головний, а два інших — допоміжні. Стволи звичайно закладаються у центрі шахтного поля. Головний ствол, призначений для підіймання корисних копалин, обладнується стрічковими конвеєрами. Допоміжні стволи проводяться паралельно головному на відстані 30-50 м, один з яких використовується для підіймання породи з шахти, спуску обладнання та матеріалів до шахти, а другий — для спуску-підняття людей. Головний ствол використовується також для висхідного потоку повітря. Похилі стволи можуть бути проведені як по пластах, так і по вмісних породах (рис. 5). На кожному поверсі готують приймально-відправні майданчики, проводять відкатний і вентиляційний штреки, готують нарізні виробки. Цей спосіб розкриття відзначається простотою і прискорює введення шахти в експлуатацію. Але при збільшенні довжини стволів, дорожчає їх підтримання. Похилими стволами з кутом падіння до 18° доцільно розкривати також горизонтальні пласти.
Штольня (рис. 6) розташовується з урахуванням можливості розміщення навколо устя промислового майданчика, прокладання залізничного полотна чи автомобільного шляху. Істотно впливає на спосіб розкриття штольнями кут падіння пластів. При похилому заляганні шахтне поле ділиться на дві частини — бремсберґову і похилу. При крутих пластах окрім штолень, як допоміжні виробки використовуються ґезенки, сліпі стволи та поверхові квершлаґи.
Найпоширеніший спосіб комбінованого розкриття похилих пластів — застосування вертикальних і похилих стволів, де похилий ствол проводиться по нижньому пласту та обладнується стрічковим конвеєром для видачі корисних копалин на поверхню. Вертикальні стволи призначені для спуску-підняття людей, матеріалів і обладнання, подачі до шахти повітря та виведення його на поверхню. При розкритті глибоких та потужних шахт з розмірами шахтного поля за простяганням понад 8 км застосовується схема розкриття з розділенням шахтного поля на блоки. Суть цієї схеми розкриття — в поділі шахтного поля за простяганням на блоки. Кожний блок має секційне провітрювання, для чого в кожному з них проводять не менше двох вертикальних стволів. Один зі стволів застосовується для подачі свіжого повітря з поверхні, а, другий — для висхідного повітряного потоку. Підйом вугілля проводиться по головному вертикальному скіповому стволу, розміщеному в середині шахтного поля.
Свердловинне Р.р. включає буріння і кріплення, обладнання вибою і гирла (устя), облаштування і освоєння бурових свердловин для подальшого видобутку к.к. Застосовують на покладах нафти, природного газу, підземних вод, а також твердих к.к., що піддаються тепловому (наприклад, газифікація), хім. (вилуговування, розчинення), гідравлічному і гідромеханічному (свердловинний гідровидобуток) впливу. Як правило, продуктивні пласти нафт. і газових покладів розкривають свердловинами на всю їх товщину з подальшим кріпленням обсадною колоною й ізоляцією всіх розкритих нафто-, газо-, водонасичених пластів. Потім здійснюють повторне розкриття пластів к.к. кулевими, кумулятивними або гідропіскоструменевими перфораторами. Поклади нафти розкривають також багатовибійними свердловинами.